# تراوه شور
تراوه شور (به انگلیسی: Saline seep) تراوش آب شور است، با ناحیه‌ای از کریستال‌های نمک قلیایی که وقتی آب شور به سطح می‌رسد و تبخیر می‌شود، تشکیل می‌شود. انواع مختلفی از حرکت آب، تراوه‌های نمکی را تشکیل می‌دهند، از جمله عملکرد مویینگی از یک سطح آب در زیر سطح، و یک سطح آب که در یک جریان به سطح آورده می‌شود.
زیست‌بوم سازگار با شرایط شور، اغلب بومی، در زیستگاه تخصصی رشد می‌کند.
تراوه‌های شور برای کشاورزی زیان‌بار در نظر گرفته می‌شوند، زیرا ممکن است عملکرد را کاهش دهند و رشد را محدود کنند.